# Стэффорд, Джеймс Фрэнсис
Джеймс Фрэнсис Стэффорд (англ. James Francis Stafford; род. 26 июля 1932, Балтимор, США) — американский кардинал. Титулярный епископ Респетты и вспомогательный епископ Балтимора с 19 января 1976 по 17 ноября 1982. Генеральный викарий Балтимора с 19 января 1976 по 17 ноября 1982. Епископ Мемфиса с 17 ноября 1982 по 30 мая 1986. Архиепископ Денвера с 30 мая 1986 по 20 августа 1996. Председатель Папского Совета по делам мирян с 20 августа 1996 по 4 октября 2003. Великий пенитенциарий с 4 октября 2003 по 2 июня 2009. Кардинал-дьякон с титулярной диаконией Джезу-Буон-Пасторе-алла-Монтальола с 21 февраля 1998 по 1 марта 2008. Кардинал-священник с титулом церкви Сан-Пьетро-ин-Монторио c 1 марта 2008.

## Ранняя жизнь
Джеймс Фрэнсис Стэффорд родился 26 июля 1932 года, в Балтиморе, штат Мэриленд, и был единственным ребёнком Фрэнсиса Эмметта, владельца успешного магазина мебели, и Мэри Дороти (в девичестве Стэнтон) Стэффорд.
Он поступил в среднюю школу имени Игнатия Лойолы, в 1950 году в Колледж имени Игнатия Лойолы в Балтиморе с намерением преследовать медицинскую карьеру, но в 1952 году, насильственная смерть друга заставила его заново подумать о своем будущем и он поступил в семинарию Святой Марии в Балтиморе, где он получил лиценциат в искусстве. В Папском Григорианском Университете он получил лиценциат в богословии, а в Американском Католическом университете, в Вашингтоне стал магистром в социальном благосостоянии.

## Священник
15 декабря 1957 года Стэффорд был рукоположён во священника (наряду с ним на этой церемонии был рукоположён Эдвард Иган, другой будущий кардинал), в Североамериканском Колледже, в Риме. Ординацию провел титулярный епископ Теспии Мартин Джон О’Коннор — ректор Североамериканского Колледжа. Пасторская работа в митрополии Балтимора, в 1958—1962 годы. Далее обучение в 1962—1964 годы. Пасторская работа в митрополии Балтимора, в 1964—1966 годы. Директор епархиальной Католической Благотворительной организации, Балтимор, в 1966—1976 годы. Одновременно, в 1966—1976 годы, член пасторского совета, коллектива планирования по полному христианскому образованию; член и председатель пресвитерского совета; епархиальный советник; и действительный епископский викарий. Капеллан Его Святейшества, 28 июля 1970 года.

## Епископ
Монсеньор Стэффорд был избран титулярным епископом Респетты и назначен вспомогательным епископом Балтимора 19 января 1976 года. Посвящён 29 февраля 1976 года, в соборе Марии Нашей Царицы, в Балтиморе. Ординацию проводил Уильям Дональд Бордерс, архиепископ Балтимора, ему помогали кардинал Лоуренс Джозеф Шиэн, бывший архиепископ Балтимора и Томас Остин Мёрфи, титулярный епископ Аппиарии, вспомогательный епископ Балтимора. На этой же самой церемонии был посвящён Филипп Фрэнсис Мёрфи, титулярный епископ Такараты, вспомогательный епископ Балтимора. Генеральный викарий Балтимора в 1976—1982 годы.
17 ноября 1982 года Стэффорд был назначен епископом епархии Мемфиса. Четырьмя годами позднее, 30 мая 1986 года, он был назначен ординарием архиепархии Денвера, в качестве которого он служил в течение десяти лет, перед тем как быть переведенным в Рим. Архиепископ Стэффорд наблюдал за событиями, которые имели место в Международный День Молодежи в 1993 году.

## Кардинал. На служении в Римской курии
20 августа 1996 года Стэффорд был назван председателем Папского Совета по делам Мирян, он стал кардиналом-дьяконом с титулярной диаконией Джезу-Буон-Пасторе-алла-Монтальола на консистории 21 февраля 1998 года.
В 2003 году кардинал Стэффорд был назначен Великим пенитенциарием, на данном посту он наблюдает за вопросами, которые имеют отношение к индульгенциям и внутреннему суду Церкви. Он один из членов Римской курии высшего ранга из Соединенных Штатов Америки и второй американец, который служит великим пенитенциарием, другим являлся Уильям Уэйкфилд Баум. Его пост — один из немногих, деятельность которого автоматически не приостанавливается после смерти римского папы, и единственный официал Римской курии, которому позволено соприкоснуться с любым вне Конклава. Стэффорд был одним из кардиналов-выборщиков, которые участвовали в Папском Конклаве 2005, который избрал папу римского Бенедикта XVI.
По случаю своего 75-летия в 2007 году, в соответствии с каноном 354 Кодекса Канонического права, кардинал Стэффорд представил своё письмо об отставке папе римскому Бенедикту XVI. Кардинал Стэффорд имеет право голосовать на любых будущих папских Конклавах, которые если начнутся до его 80-летия 26 июля 2012 года.
1 марта 2008 года, папа римский Бенедикт XVI возвел его в достоинство кардинала-священника Сан-Пьетро-ин-Монторио после того как он являлся в течение десяти лет как кардиналом-дьяконом.
2 июня 2009 года папа римский Бенедикт XVI принял отставку кардинала Стэффорда с поста великого пенитенциария, по достижении им возраста канонической отставки, его преемником стал титулярный архиепископ Беваньи Фортунато Бальделли.
26 июля 2012 года кардиналу Стэффорду исполнилось восемьдесят лет и он потерял право на участие в Конклаве.